# Tonkinstreepvleugel
De tonkinstreepvleugel (Actinodura souliei) is een zangvogel uit de familie Leiothrichidae. Deze vogel is genoemd naar de Franse missionaris en botanicus André Soulié (1858-1905) die het holotype had verzameld in Yunnan.

## Verspreiding en leefgebied
Deze soort komt voor in China en Vietnam en telt twee ondersoorten:
- A. s. souliei: zuidelijk-centraal China.
- A. s. griseinucha: zuidelijk China en noordelijk Vietnam.

## Status
De grootte van de populatie is niet gekwantificeerd maar de soort wordt omschreven als schaars. Op de Rode lijst van de IUCN heeft deze soort de status niet bedreigd.